# Rainbow (album của Kesha)
Rainbow là album phòng thu thứ ba của ca sĩ kiêm sáng tác nhạc người Mỹ Kesha, phát hành ngày 11 tháng 8 năm 2017 bởi RCA Records và Kemosabe Records. Sau khi phát hành album phòng thu trước Warrior (2012), Kesha phải đối mặt với nhiều khó khăn trong đời sống cá nhân lẫn sự nghiệp, bao gồm khoảng thời gian điều trị chứng rối loạn ăn uống và tâm lý, cũng như cuộc chiến pháp lý được truyền thông rộng rãi với nhà sản xuất trước đây của cô Dr. Luke, cáo buộc ông đã lạm dụng tình dục, thể chất và cảm xúc của cô trong nhiều năm. Rainbow là một bản thu âm pop kết hợp với âm hưởng từ pop rock, glam rock, neo soul và country pop, trong đó nội dung ca từ đề cập đến việc buông bỏ quá khứ, tha thứ cho bản thân sau những sai lầm, lòng tự trọng và sự trao quyền cho phụ nữ. Nữ ca sĩ được hãng đĩa đảm bảo rằng sẽ không phải làm việc với Dr. Luke như hợp đồng ban đầu, đồng thời hợp tác với một số nhà sản xuất, bao gồm Ricky Reed, Drew Pearson, Ben Folds và mẹ của cô Pebe Sebert.
Rainbow đánh dấu sự thay đổi lớn so với âm thanh electropop trong hai album phòng thu đầu tiên của Kesha. Cô đồng sáng tác tất cả những bài hát cho đĩa nhạc (ngoại trừ bản hát lại "Old Flames Can't Hold a Candle to You") và muốn phong cách âm nhạc mới sẽ chứng minh rằng cô là một "cá nhân có trải nghiệm hoàn toàn giống mọi người". Sau khi phát hành, Rainbow nhận được những phản ứng tích cực từ các nhà phê bình âm nhạc, trong đó họ đánh giá cao góc độ nữ quyền và tính độc đáo của bản thu âm, cũng như chất giọng của Kesha và khả năng đan xen nhiều thể loại nhạc khác nhau trong album. Đĩa nhạc cũng gặt hái những thành công đáng kể về mặt thương mại, đứng đầu bảng xếp hạng tại Canada và lọt vào top 10 ở nhiều quốc gia khác, bao gồm vươn đến top 5 ở những thị trường lớn như Úc, Ireland, New Zealand và Vương quốc Anh. Album ra mắt ở vị trí số một trên bảng xếp hạng Billboard 200 tại Hoa Kỳ với 117,000 đơn vị album tương đương, trở thành album quán quân thứ hai của Kesha.
Bốn đĩa đơn đã được phát hành từ Rainbow. "Praying" được chọn làm đĩa đơn mở đường và lọt vào top 40 ở nhiều quốc gia, đồng thời đạt vị trí thứ 22 trên bảng xếp hạng Billboard Hot 100 và được đề cử giải Grammy cho Trình diễn đơn ca pop xuất sắc nhất. Đĩa đơn thứ hai "Woman" chỉ gặt hái những thành công hạn chế trên toàn cầu, trong khi "Learn to Let Go" và "Hymn" được phát hành dưới dạng đĩa đơn quảng bá. Để quảng bá album, nữ ca sĩ trình diễn trên nhiều chương trình truyền hình và lễ trao giải lớn, như The Ellen DeGeneres Show, Good Morning America, The Tonight Show Starring Jimmy Fallon, giải Âm nhạc châu Âu của MTV năm 2017 và giải Grammy lần thứ 60, cũng như thực hiện hai chuyến lưu diễn Rainbow Tour (2017–2019) và The Adventures of Kesha and Macklemore (2018) với Macklemore. Rainbow đã lọt vào danh sách những album xuất sắc nhất năm 2017 của nhiều tổ chức và ấn phẩm âm nhạc, cũng như nhận được một đề cử giải Grammy ở hạng mục Album giọng pop xuất sắc nhất.

## Danh sách bài hát
| Rainbow – Phiên bản tiêu chuẩn | Rainbow – Phiên bản tiêu chuẩn                                       | Rainbow – Phiên bản tiêu chuẩn                                 | Rainbow – Phiên bản tiêu chuẩn                 | Rainbow – Phiên bản tiêu chuẩn |
| STT                            | Nhan đề                                                              | Sáng tác                                                       | Sản xuất                                       | Thời lượng                     |
| ------------------------------ | -------------------------------------------------------------------- | -------------------------------------------------------------- | ---------------------------------------------- | ------------------------------ |
| 1.                             | "Bastards"                                                           | Kesha Sebert                                                   | Ricky Reed Drew Pearson [a] Nate Mercereau [b] | 3:51                           |
| 2.                             | "Let 'Em Talk" (hợp tác với Eagles of Death Metal)                   | K. Sebert James Newman Stuart Crichton                         | K. Sebert Crichton                             | 3:05                           |
| 3.                             | "Woman" (hợp tác với the Dap-Kings Horns)                            | K. Sebert Pearson Stephen Wrabel                               | Brody Brown Pearson [a]                        | 3:16                           |
| 4.                             | "Hymn"                                                               | K. Sebert Cara Salimando Eric Frederic Jonny Price Pebe Sebert | Ricky Reed Price                               | 3:25                           |
| 5.                             | "Praying"                                                            | K. Sebert Ryan Lewis Andrew Joslyn Ben Abraham                 | Lewis Jon Castelli [b]                         | 3:50                           |
| 6.                             | "Learn to Let Go"                                                    | K. Sebert Crichton P. Sebert                                   | Reed Crichton                                  | 3:37                           |
| 7.                             | "Finding You"                                                        | K. Sebert Frederic Justin Tranter                              | Reed                                           | 2:52                           |
| 8.                             | "Rainbow"                                                            | K. Sebert                                                      | Ben Folds Rob Moose [b]                        | 3:38                           |
| 9.                             | "Hunt You Down"                                                      | K. Sebert Richard Nowels                                       | Nowels                                         | 3:17                           |
| 10.                            | "Boogie Feet" (hợp tác với Eagles of Death Metal)                    | K. Sebert Pearson P. Sebert                                    | Pearson                                        | 2:53                           |
| 11.                            | "Boots"                                                              | K. Sebert Frederic Rogét Chahayed Tranter                      | Reed Mercereau [c] Chahayed [c]                | 3:03                           |
| 12.                            | "Old Flames (Can't Hold a Candle to You)" (hợp tác với Dolly Parton) | Hugh Moffatt P. Sebert                                         | K. Sebert [a] P. Sebert Pearson [d]            | 4:26                           |
| 13.                            | "Godzilla"                                                           | K. Sebert P. Sebert Claire Wilkinson Nathan Chapman            | Reed Pearson [a]                               | 2:08                           |
| 14.                            | "Spaceship"                                                          | K. Sebert Pearson P. Sebert                                    | Pearson[a]                                     | 5:15                           |
| Tổng thời lượng:               | Tổng thời lượng:                                                     | Tổng thời lượng:                                               | Tổng thời lượng:                               | 48:36                          |

| Rainbow – Phiên bản tại Nhật Bản (bản nhạc kèm theo) | Rainbow – Phiên bản tại Nhật Bản (bản nhạc kèm theo) | Rainbow – Phiên bản tại Nhật Bản (bản nhạc kèm theo) | Rainbow – Phiên bản tại Nhật Bản (bản nhạc kèm theo) | Rainbow – Phiên bản tại Nhật Bản (bản nhạc kèm theo) |
| STT                                                  | Nhan đề                                              | Sáng tác                                             | Sản xuất                                             | Thời lượng                                           |
| ---------------------------------------------------- | ---------------------------------------------------- | ---------------------------------------------------- | ---------------------------------------------------- | ---------------------------------------------------- |
| 15.                                                  | "Emotional"                                          | K. Sebert Wrabel                                     | Pearson                                              | 3:44                                                 |
| Tổng thời lượng:                                     | Tổng thời lượng:                                     | Tổng thời lượng:                                     | Tổng thời lượng:                                     | 52:20                                                |

Ghi chú
- ^[a]  nghĩa là sản xuất chính và giọng hát
- ^[b]  nghĩa là sản xuất bổ sung
- ^[c]  nghĩa là đồng sản xuất
- ^[d]  nghĩa là sản xuất giọng hát

## Xếp hạng
| Bảng xếp hạng (2017)                     | Vị trí cao nhất |
| ---------------------------------------- | --------------- |
| Album Úc (ARIA)                          | 3               |
| Album Áo (Ö3 Austria)                    | 16              |
| Album Bỉ (Ultratop Vlaanderen)           | 17              |
| Album Bỉ (Ultratop Wallonie)             | 56              |
| Album Canada (Billboard)                 | 1               |
| Album Cộng hòa Séc (ČNS IFPI)            | 55              |
| Album Hà Lan (Album Top 100)             | 10              |
| Album Phần Lan (Suomen virallinen lista) | 26              |
| Album Pháp (SNEP)                        | 62              |
| Album Đức (Offizielle Top 100)           | 33              |
| Album Ireland (IRMA)                     | 2               |
| Album Ý (FIMI)                           | 39              |
| Album Nhật Bản (Oricon)                  | 42              |
| Album Nhật Bản Quốc tế (Oricon)          | 7               |
| Album Nhật Bản (Billboard Japan)         | 41              |
| Album New Zealand (RMNZ)                 | 4               |
| Album Na Uy (VG-lista)                   | 13              |
| Album Ba Lan (ZPAV)                      | 28              |
| Album Scotland (OCC)                     | 4               |
| Album Hàn Quốc (Circle)                  | 66              |
| Album Hàn Quốc Quốc tế (Circle)          | 3               |
| Album Tây Ban Nha (PROMUSICAE)           | 7               |
| Album Thụy Điển (Sverigetopplistan)      | 25              |
| Album Thụy Sĩ (Schweizer Hitparade)      | 14              |
| Album Anh Quốc (OCC)                     | 4               |
| Album Hoa Kỳ Billboard 200               | 1               |
| Hoa Kỳ Top Tastemaker Albums (Billboard) | 3               |

| Bảng xếp hạng (2017) | Vị trí |
| -------------------- | ------ |
| Hoa Kỳ Billboard 200 | 115    |

## Chứng nhận
| Quốc gia                                                    | Chứng nhận | Số đơn vị/doanh số chứng nhận |
| ----------------------------------------------------------- | ---------- | ----------------------------- |
| Canada (Music Canada)                                       | Vàng       | 40.000‡                       |
| New Zealand (RMNZ)                                          | Vàng       | 7.500‡                        |
| Hoa Kỳ (RIAA)                                               | Bạch kim   | 1.000.000‡                    |
| ‡ Chứng nhận dựa theo doanh số tiêu thụ và phát trực tuyến. |            |                               |

## Lịch sử phát hành
| Khu vực  | Ngày             | Định dạng                   | Hãng đĩa     | Phiên bản            | Ct.    |
| -------- | ---------------- | --------------------------- | ------------ | -------------------- | ------ |
| Nhiều    | 11 tháng 8, 2017 | CD LP tải nhạc số streaming | Kemosabe RCA | Chưa kiểm duyệt sạch | [ 35 ] |
| Nhật Bản | 16 tháng 8, 2017 | CD                          | Sony         | Bản nhạc kèm theo    | [ 36 ] |
| Brazil   | 6 tháng 9, 2017  | CD                          | Sony         | Chưa kiểm duyệt      | [ 37 ] |